# Megalogomphus flavicolor
Megalogomphus flavicolor är en trollsländeart som först beskrevs av Fraser 1923.  Megalogomphus flavicolor ingår i släktet Megalogomphus och familjen flodtrollsländor. IUCN kategoriserar arten globalt som otillräckligt studerad. Inga underarter finns listade i Catalogue of Life.